# Podagrion epibulum
Podagrion epibulum är en stekelart som beskrevs av Masi 1926. Podagrion epibulum ingår i släktet Podagrion och familjen gallglanssteklar.
Artens utbredningsområde är:
- Sri Lanka.
- Taiwan.

Inga underarter finns listade i Catalogue of Life.